# Sebastian Schmitt (Basketballspieler)
Sebastian Schmitt (* 29. Februar 1996 in Rosenheim) ist ein deutscher Basketballspieler. Der 1,84 Meter große Aufbauspieler bestritt Einsätze für die deutsche Jugendnationalmannschaft und spielte in der Basketball-Bundesliga (19 Spiele für die Eisbären Bremerhaven sowie zwei für den FC Bayern München).

## Spielerlaufbahn
Schmitt spielte in seiner Geburtsstadt beim Sportbund DJK Rosenheim und war ab 14 Jahren dank einer Doppellizenz auch für den FC Bayern München einsatzberechtigt. Ab der Saison 2010/11 war er Teil von Bayerns U16-Mannschaft in der Jugend-Basketball-Bundesliga (JBBL). 2012 wurde er mit dem FCB deutscher U16-Vizemeister und rückte zur Folgesaison in Münchens U19-Mannschaft in der höchsten deutschen Jugendspielklasse, der Nachwuchs-Basketball-Bundesliga (NBBL), auf. In der Saison 2012/13 spielte Schmitt zusätzlich für die Herrenmannschaft seines Heimatvereins SB DJK Rosenheim in der 2. Regionalliga, ab 2013 sammelte er in Bayern Münchens zweiter Herrenmannschaft in der 1. Regionalliga Süd-Ost Erfahrung im Männerbasketball.
Im Juli 2015 unterschrieb Schmitt einen Profivertrag beim FC Bayern. Er absolvierte in der Saison 2015/16 zwei Kurzeinsätze für Bayerns Mannschaft in der Basketball-Bundesliga, spielte aber meist in der Reserve des Vereins, mit der er den Meistertitel in der 1. Regionalliga Süd-Ost einheimste.
Schmitt zog es anschließend in den Norden, er wurde im September 2016 von Münchens Bundesliga-Konkurrent Eisbären Bremerhaven als Neuzugang vermeldet. Er erhielt eine Doppellizenz, die ihm auch Einsätze für den Kooperationsverein der Eisbären, den Regionalligisten Rot-Weiß Cuxhaven, gestattete. Mit Cuxhaven gewann er den Meistertitel in der 1. Regionalliga Nord, in der Bundesliga trug er in 19 Spielen das Hemd der Eisbären. Im Sommer 2017 wurde er von der Spielgemeinschaft Ehingen/Urspring aus der 2. Bundesliga ProA verpflichtet. Mit Ehingen verfehlte er im Spieljahr 2017/18 den Klassenerhalt in der zweiten Liga. Im Saisonverlauf kam Schmitt in 30 Partien zum Einsatz und erzielte im Schnitt 5,8 Punkte und gab 4,1 Korbvorlagen je Begegnung. Aufgrund des Rückzugs Kölns blieb Ehingen letztlich doch in der Liga. Anfang Juni 2018 wurde Schmitt von einem anderen Zweitligisten, dem USC Heidelberg, unter Vertrag genommen.
In der Sommerpause 2020 wechselte er zum Regionalligisten Scanplus Baskets Elchingen. 2021 ging er zum Sportbund DJK Rosenheim (Regionalliga) zurück. Beruflich wurde Schmitt als Polizist tätig.

### Nationalmannschaft
Schmitt nahm mit den Auswahlmannschaften des Deutschen Basketball Bundes an der U16-Europameisterschaft 2012 teil und gewann 2014 mit der U18 Gold bei der B-EM. Im Januar 2016 wurde er in die U20-Nationalmannschaft berufen. Im Sommer 2017 wurde Schmitt in die deutsche Herren-Nationalmannschaft in der Basketball-Variante „3 gegen 3“ berufen und vertrat sein Land in dieser Spielform auch in späteren Jahren auf internationaler Ebene.